# Monoblastus innumerabilis
Monoblastus innumerabilis là một loài tò vò trong họ Ichneumonidae.